# إدوارد أوستين (لاعب كريكت)
إدوارد أوستين (بالإنجليزية: Edward Austin)‏ (25 سبتمبر 1847 في المملكة المتحدة - 13 أبريل 1891 في المملكة المتحدة) هو لاعب كريكت بريطاني (وحمل سابقاً جنسية المملكة المتحدة لبريطانيا العظمى وأيرلندا). لعب مع نادي الكريكت في جامعة أكسفورد ‏.

## وصلات خارجية
- إدوارد أوستين على موقع إي آس بي آن كريك إنفو (الإنجليزية)